# Eugenio Bertoglio
Pour les articles homonymes, voir Bertoglio.
Eugenio Bertoglio, né le 24 avril 1929 à Buenos Aires en Argentine et mort le 28 mars 2020 à Persichello, est un coureur cycliste italien, professionnel de 1955 à 1958. 

## Palmarès
- 1951
  - Coppa Signorini
- 1953
  - Gran Premio San Gottardo
  - Giro del Garda
- 1955
  - 3e du Tour d'Émilie

## Résultats sur les grands tours

### Tour de France
1 participation
- 1955 : abandon (6e étape)

### Tour d'Italie
3 participations
- 1955 : 35e
- 1956 : abandon
- 1958 : abandon